# Temporada 1994 del fútbol colombiano
La Temporada 1994 del fútbol colombiano abarcó todas las actividades relativas a campeonatos de fútbol profesional, nacionales e internacionales, disputados por clubes colombianos, y por las selecciones nacionales de este país, en sus diversas categorías.

## Torneos locales

### Categoría Primera A
|                                      |
| Bandera de Colombia                  |
| Campeón Atlético Nacional 6.º título |

#### Tabla de reclasificación
En la tabla de reclasificación se lleva a cabo la sumatoria de puntos de los clubes en todos los partidos del campeonato de primera división (incluyendo fases finales)—. En la misma se expresan los equipos clasificados de Colombia a los torneos internacionales de Conmebol para el siguiente año. Los cupos a torneos internacionales se distribuyeron de la siguiente manera:
- Copa Libertadores: Colombia 1 correspondió al campeón del Campeonato colombiano 1994 y Colombia 2 al subcampeón del Campeonato colombiano 1994, iniciando ambos su participación desde la Fase de grupos.[3]
- Supercopa Sudamericana: Atlético Nacional clasifica automáticamente por haber sido campeón de la Copa Libertadores 1989.
- Copa Conmebol: Colombia 1 y Colombia 2 correspondieron a los mejores clubes de la Reclasificación que no hayan clasificado a la Copa Libertadores.

Este fue el último campeonato en el que se entregaron dos puntos por victoria, luego del cambio de las reglas del fútbol para entregar tres puntos por victoria desde la temporada 1995. 
En esta tabla no se toman en cuenta los puntos de bonificación ya que ellos solo aplicaban como ítem de desempate para los Cuadrangulares Semifinales.
| Pos. | Equipo                   | Pts. | PJ | G  | E  | P  | GF  | GC | Dif. |  |
| ---- | ------------------------ | ---- | -- | -- | -- | -- | --- | -- | ---- |  |
| 1    | Atlético Nacional (C)    | 74   | 58 | 28 | 18 | 12 | 82  | 54 | +28  |  |
| 2    | Millonarios              | 67   | 58 | 28 | 11 | 19 | 105 | 73 | +32  |  |
| 3    | América de Cali          | 65   | 58 | 25 | 15 | 18 | 85  | 64 | +21  |  |
| 4    | Independiente Medellín   | 61   | 58 | 20 | 21 | 17 | 70  | 65 | +5   |  |
| 5    | Junior                   | 55   | 52 | 19 | 17 | 16 | 72  | 65 | +7   |  |
| 6    | Once Caldas              | 54   | 52 | 15 | 24 | 13 | 72  | 70 | +2   |  |
| 7    | Deportivo Cali           | 53   | 52 | 18 | 17 | 17 | 74  | 72 | +2   |  |
| 8    | Envigado F. C.           | 53   | 52 | 17 | 19 | 16 | 59  | 73 | −14  |  |
| 9    | Cúcuta Deportivo         | 45   | 46 | 11 | 23 | 12 | 55  | 51 | +4   |  |
| 10   | Atlético Huila           | 44   | 46 | 15 | 14 | 17 | 63  | 69 | −6   |  |
| 11   | Unión Magdalena          | 42   | 46 | 14 | 14 | 18 | 47  | 61 | −14  |  |
| 12   | Deportes Quindío         | 41   | 46 | 13 | 15 | 18 | 63  | 76 | −13  |  |
| 13   | Deportivo Pereira        | 39   | 46 | 13 | 13 | 20 | 59  | 68 | −9   |  |
| 14   | Santa Fe                 | 39   | 46 | 13 | 13 | 20 | 53  | 67 | −14  |  |
| 15   | Cortuluá                 | 38   | 46 | 10 | 18 | 18 | 52  | 66 | −14  |  |
| 16   | Atlético Bucaramanga (D) | 38   | 46 | 10 | 18 | 18 | 52  | 69 | −17  |  |

 Fuente: Rsssf
|  | Club clasificado a la Copa Libertadores 1995 y clasificado a la Supercopa Sudamericana 1995 |
|  | Club clasificado a la Copa Libertadores 1995                                                |
|  | Club clasificado a la Copa Conmebol 1995                                                    |

| (C) | Campeón del Campeonato colombiano 1994. |
| (D) | Descendido a la Primera B 1995.         |

##### Representantes en competición internacional
| Clasificado como | Copa Libertadores 1995 | Supercopa Sudamericana 1995 | Copa Conmebol 1995     |
| ---------------- | ---------------------- | --------------------------- | ---------------------- |
| Colombia 1       | Atlético Nacional      | Atlético Nacional           | América de Cali        |
| Colombia 2       | Millonarios            |                             | Independiente Medellín |

##### Cambios de categoría al final de temporada
|  | Atlético Bucaramanga |

|  | Deportes Tolima |

### Categoría Primera B
|                                     |
| Bandera de Colombia                 |
| Campeón Deportes Tolima 1.er título |

### Torneos de carácter aficionado

#### Categoría Primera C
|                                |
| Bandera de Colombia            |
| Campeón Ferro Club 1.er título |

## Torneos internacionales

### Copa Libertadores
| Equipo                 | Fase final       | Pts. | PJ | PG | PE | PP | GF | GC | Dif. | Rend. |
| ---------------------- | ---------------- | ---- | -- | -- | -- | -- | -- | -- | ---- | ----- |
| Junior                 | Semifinal        | 12   | 12 | 4  | 4  | 4  | 12 | 11 | 1    | 50 %  |
| Independiente Medellín | Cuartos de final | 11   | 10 | 4  | 3  | 3  | 9  | 5  | 4    | 55 %  |

### Supercopa Sudamericana
| Equipo            | Fase final       | Pts. | PJ | PG | PE | PP | GF | GC | Dif. | Rend. |
| ----------------- | ---------------- | ---- | -- | -- | -- | -- | -- | -- | ---- | ----- |
| Atlético Nacional | Octavos de final | 1    | 2  | 0  | 1  | 1  | 1  | 3  | -2   | 25 %  |

## Selección nacional masculina

### Mayores
| Fecha         | Lugar                                                  | Rival               | Marcador | Competencia            | Goles de Colombia                                           |
| ------------- | ------------------------------------------------------ | ------------------- | -------- | ---------------------- | ----------------------------------------------------------- |
| 28 de enero   | Estadio La Carolina Barinas, Venezuela                 | Venezuela           | 2 : 1    | Amistoso internacional | John Jairo Tréllez · Iván René Valenciano                   |
| 6 de febrero  | Estadio Internacional Rey Fahd Yeda, Arabia Saudita    | Arabia Saudita      | 1 : 1    | Amistoso internacional | Iván René Valenciano                                        |
| 10 de febrero | Estadio Internacional Rey Fahd Yeda, Arabia Saudita    | Arabia Saudita      | 1 : 0    | Amistoso internacional | Víctor Hugo Aristizábal                                     |
| 16 de febrero | Estadio Artemio Franchi · Florencia, Italia            | Fiorentina          | 0 : 0    | Amistoso no oficial    | Sin goles                                                   |
| 18 de febrero | Joe Robbie Stadium Miami, Estados Unidos               | Suecia              | 0 : 0    | Copa Miami             | Sin goles                                                   |
| 20 de febrero | Joe Robbie Stadium Miami, Estados Unidos               | Bolivia             | 2 : 0    | Copa Miami             | Miguel Asprilla · Víctor Hugo Aristizábal                   |
| 26 de febrero | Weingart Stadium Los Ángeles, Estados Unidos           | Corea del Sur       | 2 : 2    | Amistoso internacional | John Jairo Tréllez · Víctor Hugo Aristizábal                |
| 2 de marzo    | Estadio Azteca · Ciudad de México, México              | México              | 0 : 0    | Amistoso internacional | Sin goles                                                   |
| 15 de marzo   | Estadio Nemesio Camacho El Campín · Bogotá, Colombia   | São Paulo F. C.     | 1 : 0    | Amistoso no oficial    | Víctor Hugo Aristizábal                                     |
| 7 de abril    | Estadio Manuel Calle Lombana · Villavicencio, Colombia | Bolivia             | 0 : 1    | Amistoso internacional | Sin goles                                                   |
| 17 de abril   | Estadio Centenario · Armenia, Colombia                 | Nigeria             | 1 : 0    | Amistoso internacional | Antony de Ávila                                             |
| 1 de mayo     | Estadio Rommel Fernández · Ciudad de Panamá, Panamá    | Selección UNCAF     | 1 : 1    | Amistoso no oficial    | Iván René Valenciano                                        |
| 3 de mayo     | Orange Bowl Miami, Estados Unidos                      | Perú                | 1 : 0    | Copa Miami             | Harold Lozano                                               |
| 5 de mayo     | Orange Bowl Miami, Estados Unidos                      | El Salvador         | 3 : 0    | Copa Miami             | Antony de Ávila · Harold Lozano · Iván René Valenciano      |
| 11 de mayo    | Estadio Olímpico Pascual Guerrero · Cali, Colombia     | Parma F. C.         | 3 : 1    | Amistoso no oficial    | Wilson Pérez · Iván René Valenciano · Carlos Valderrama     |
| 15 de mayo    | Estadio Nemesio Camacho El Campín · Bogotá, Colombia   | Bayern Múnich       | 2 : 0    | Amistoso no oficial    | Iván René Valenciano · Antony de Ávila                      |
| 22 de mayo    | Estadio Atanasio Girardot · Medellín, Colombia         | Eintracht Frankfurt | 4 : 0    | Amistoso no oficial    | Faustino Asprilla · Víctor Hugo Aristizábal · Freddy Rincón |
| 29 de mayo    | Orange Bowl Miami, Estados Unidos                      | A. C. Milan         | 2 : 1    | Amistoso no oficial    | Faustino Asprilla · Freddy Rincón                           |
| 3 de junio    | Estadio Foxboro Foxborough, Estados Unidos             | Irlanda del Norte   | 2 : 0    | Amistoso internacional | Wilson Pérez · Adolfo Valencia                              |
| 5 de junio    | Giants Stadium East Rutherford, Estados Unidos         | Grecia              | 2 : 0    | Amistoso internacional | Hernán Gaviria · Freddy Rincón                              |
| 13 de junio   | Estadio Hernán Ramírez Villegas · Pereira, Colombia    | Palmeiras           | 2 : 0    | Amistoso no oficial    | Freddy Rincón · (pen.) Adolfo Valencia                      |
| 18 de junio   | Estadio Rose Bowl Pasadena, Estados Unidos             | Rumania             | 1 : 3    | Copa Mundial FIFA      | 43' Adolfo Valencia                                         |
| 22 de junio   | Estadio Rose Bowl Pasadena, Estados Unidos             | Estados Unidos      | 1 : 2    | Copa Mundial FIFA      | 90' Adolfo Valencia                                         |
| 18 de junio   | Estadio Stanford San Francisco, Estados Unidos         | Suiza               | 2 : 0    | Copa Mundial FIFA      | 44' Hernán Gaviria · 90' Harold Lozano                      |

#### Copa Mundial de Fútbol
| Equipo             | Pts. | PJ | PG | PE | PP | GF | GC | Dif. | Rend.   |
| ------------------ | ---- | -- | -- | -- | -- | -- | -- | ---- | ------- |
| Selección Colombia | 3    | 3  | 1  | 0  | 2  | 4  | 5  | -1   | 33.33 % |

- Resultado final: Eliminada en fase de grupos.